# Dänische Zentralbibliothek für Südschleswig

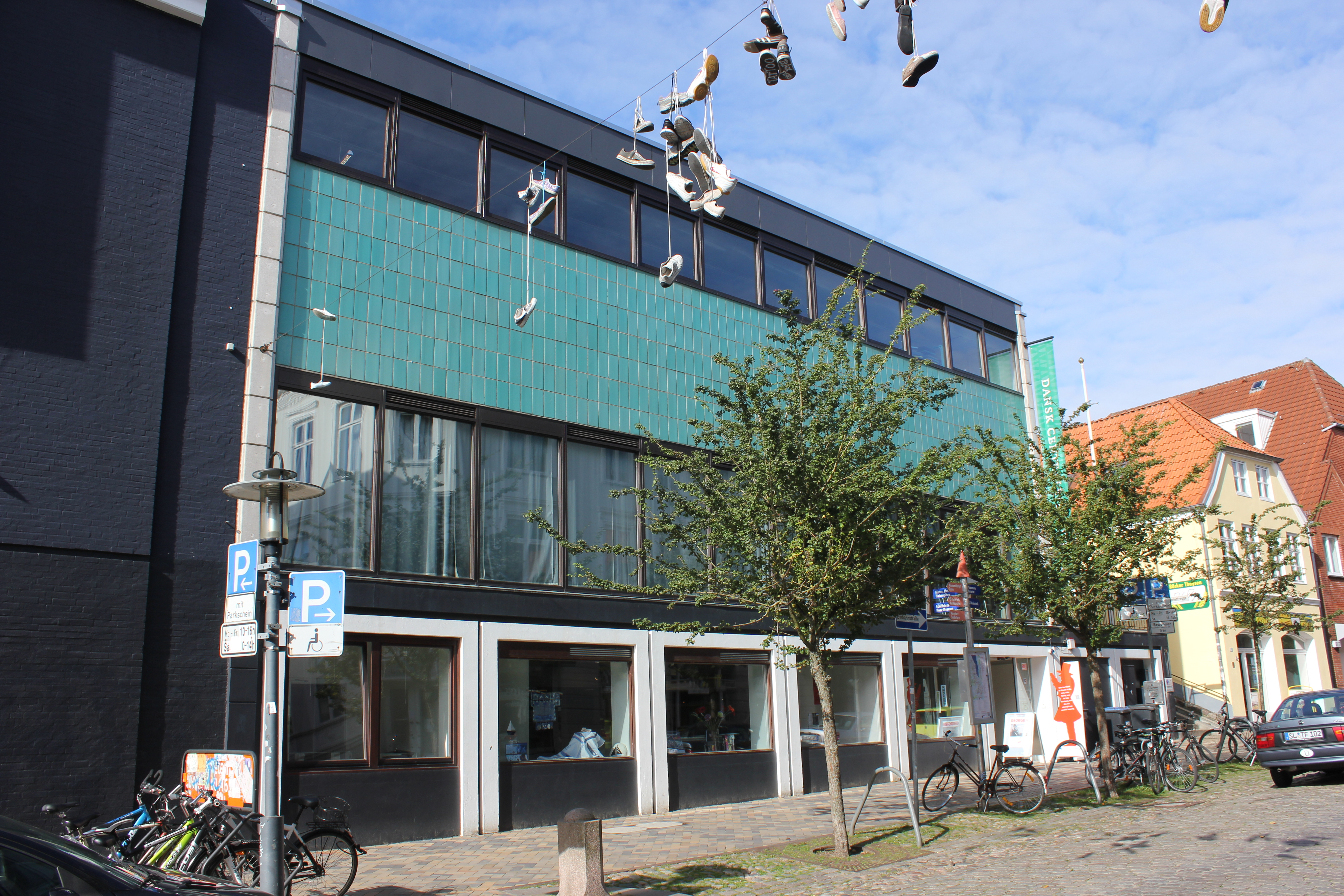
Hauptsitz der Bibliothek in der Norderstraße in der Flensburger Innenstadt

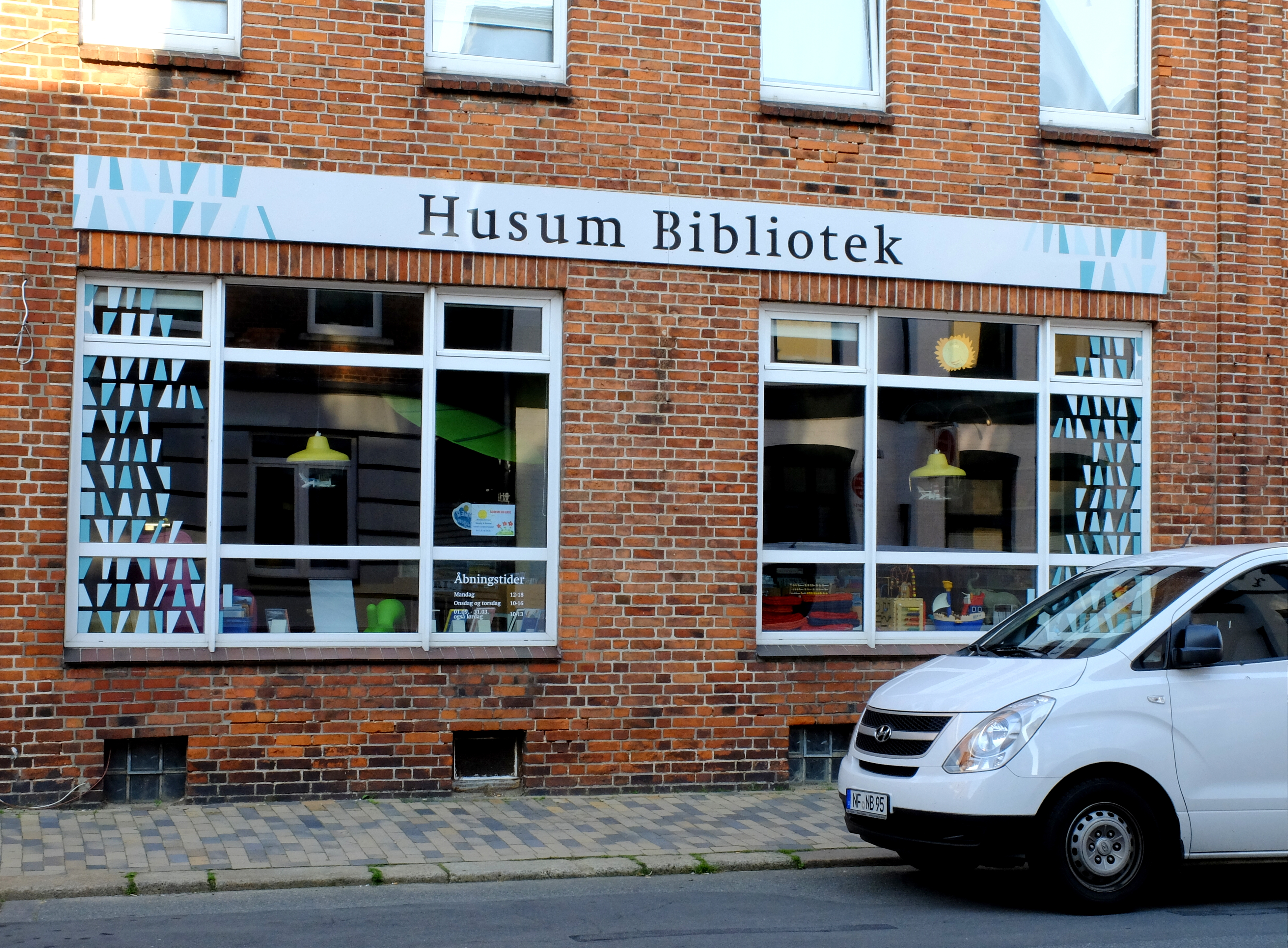
Dänische Bücherei im Husumhus in Husum/Nordfriesland

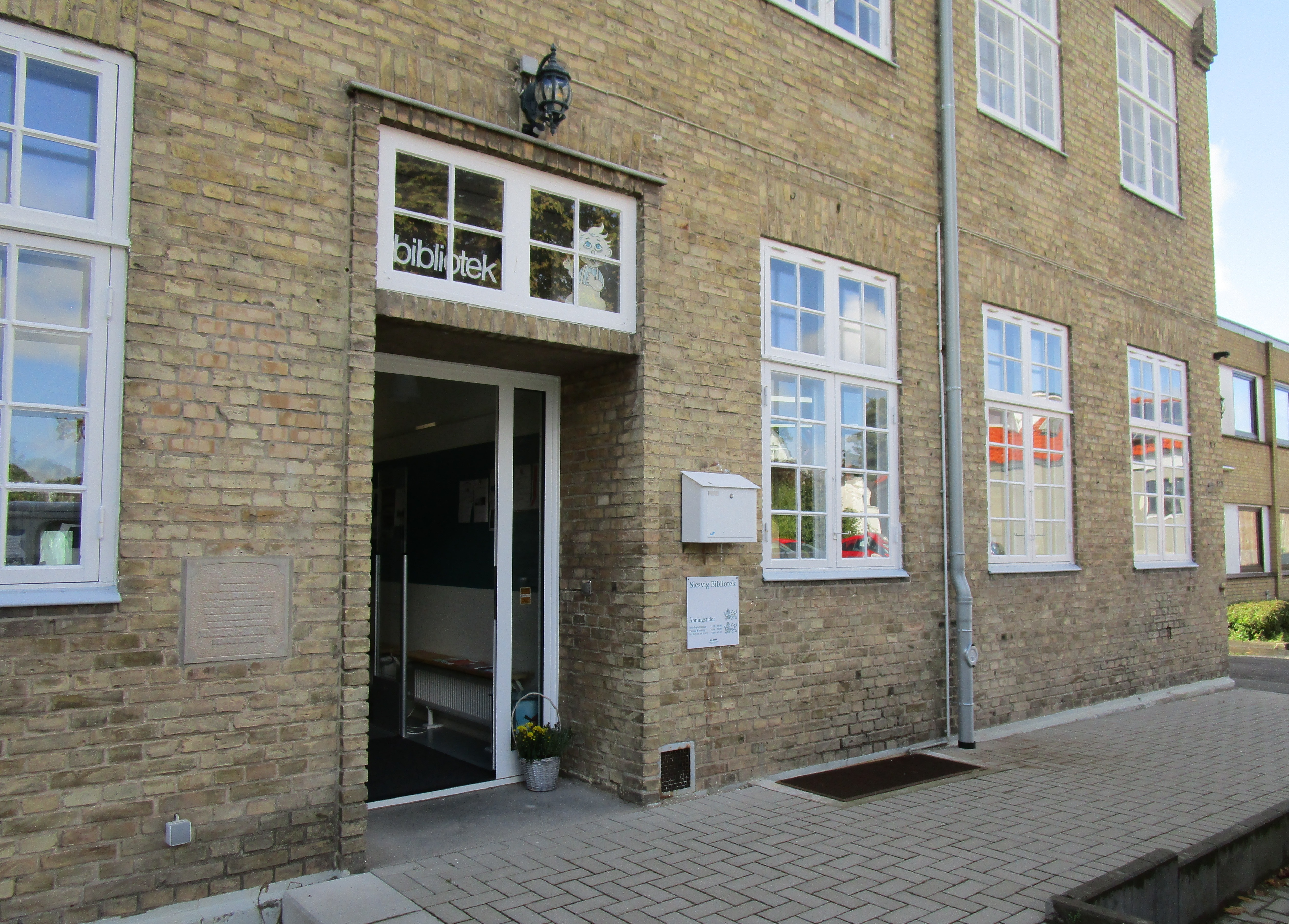
Dänische Bücherei im Ansgarhuset in Schleswig (dän. Slesvig)

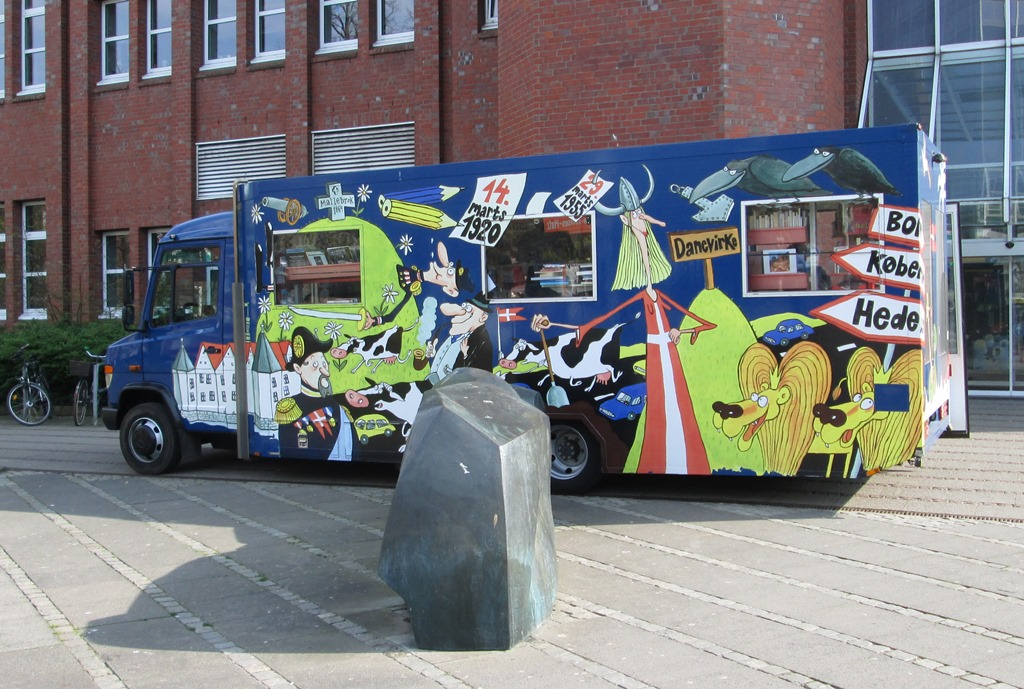
Bücherbus mit landesgeschichtlichen Illustrationen des dänischen Künstlers Bo Odgård Iversen

Die Dänische Zentralbibliothek für Südschleswig e. V. beziehungsweise auf Dänisch Dansk Centralbibliotek for Sydslesvig e. V. ist die Bibliothek der dänischen Volksgruppe im Landesteil Schleswig mit Hauptsitz in der Norderstraße in Flensburg.
Die Hauptbibliothek in Flensburg geht zurück auf das Jahr 1891 und hat eine Abteilung für Erwachsene und eine für Kinder. Es gibt Außenstellen in Schleswig (Dansk Bibliotek Slesvig), Husum (Dansk Bibliotek Husum) und Eckernförde (Fællesbibliotek på Jes Kruse-Skolen, Egernførde). Darüber hinaus gibt es zwei Bücherbusse, die im gesamten Norden Schleswig-Holsteins verkehren und auch regelmäßig die Landeshauptstadt Kiel bedienen. Entleiher in anderen Gegenden Deutschlands werden über Postversand versorgt – mit der Einschränkung, dass keine deutschsprachigen Titel versendet werden, die auch andernorts erhältlich sind.
Neben dem Bibliotheksbetrieb finden hier regelmäßig Veranstaltungen (Ausstellungen, Vorträge etc.) und Dänischkurse statt. Die Zentralbibliothek ist somit ein wichtiges Kultur- und Bildungszentrum in der Region. Finanziert wird die Bibliothek zu etwa 87 % vom dänischen Staat, 12 % von deutscher Seite und zu etwa 1 % aus eigenen Mitteln.

## Studienabteilung
Der Bibliothek ist eine Studienabteilung (Studieafdelingen) angeschlossen, die das Archiv der dänischen Minderheit im Landesteil Schleswig betreut und deren Mitarbeiter sowohl in der Forschung als auch in der Wissensvermittlung tätig sind. 

## Die Schleswigsche Sammlung

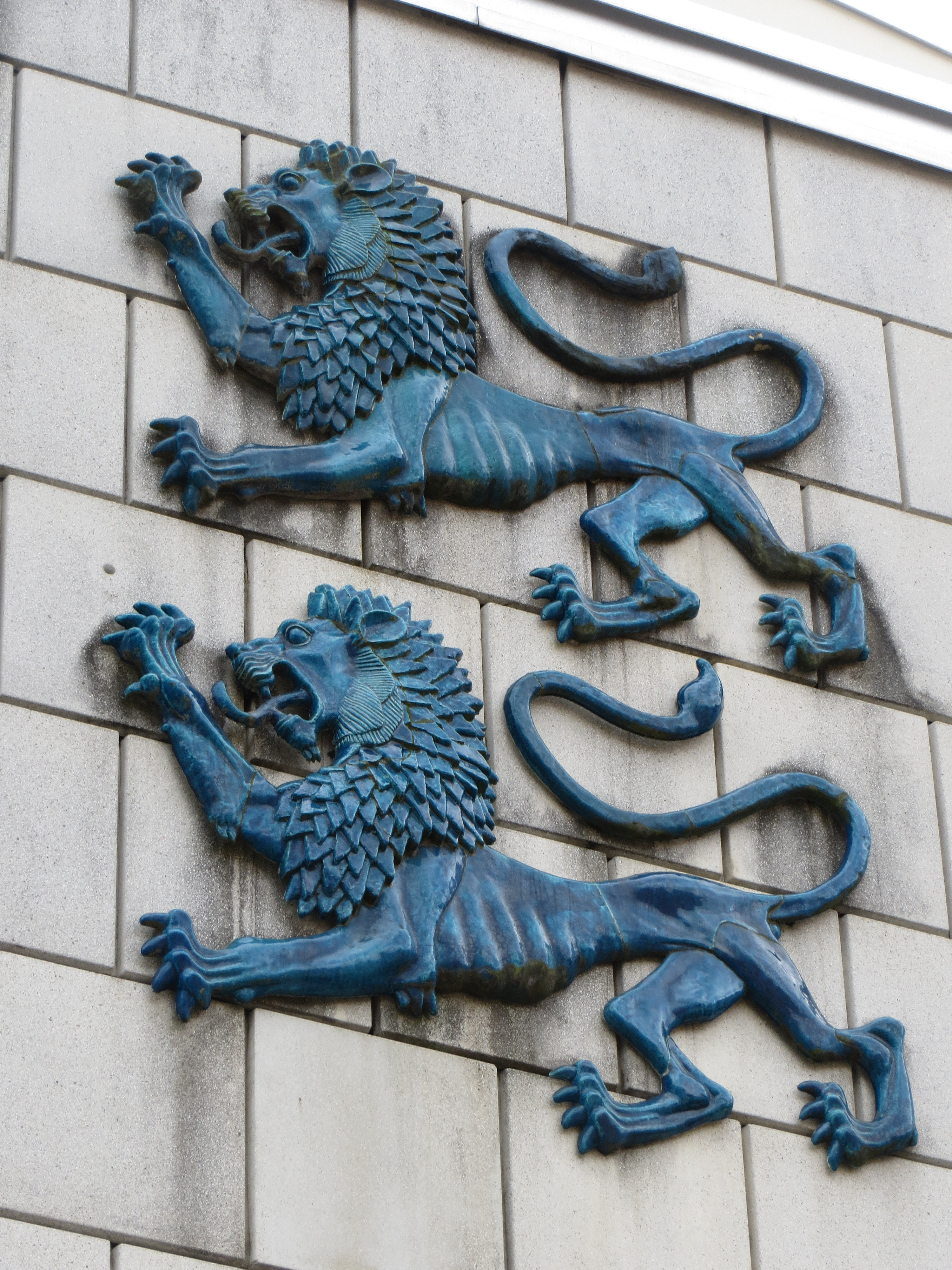
Schleswigsche Löwen an der Fassade des Hauptsitzes in Flensburg

Die Schleswigsche Sammlung (Den Slesvigske Samling) ist eine einzigartige wissenschaftliche Sammlung von Literatur zur Geschichte Nord- und Südschleswigs, aber auch topographischer und statistischer Werke, alter Bibeln und schöngeistiger Literatur in den fünf Sprachen Dänisch, Deutsch, Plattdeutsch, Plattdänisch (Sønderjysk) und nordfriesisch sowie einigen Exemplaren in Petuh. Sie ist räumlich vom normalen Bestand getrennt und richtet sich an die Forschung.
Die Sammlung wurde 1891 und besonders nach der Teilung Schleswigs 1920 zusammengetragen und stammt sowohl aus diversen privaten Sammlungen als auch aus den Beständen dänischer Bibliotheken, wie der Staats- und Universitätsbibliothek in Kopenhagen. 1949 galt sie als eigenständige Sammlung mit 2587 Bänden und 119 Bildern. Heute sind es über 50.000 Medieneinheiten mit ständig wachsender Zahl.
Die Öffnungszeiten der Sammlung entsprechen denen der Flensburger Hauptbibliothek, und alle Bücher können im Lesesaal gelesen und viele entliehen werden.

## Deutsch-dänisches Bibliotheksforum
Seit dem Abschluss eines von der Europäischen Union geförderten INTERREG-II-Projektes Ende der 1990er Jahre haben sich die großen Bibliotheken nördlich und südlich der deutsch-dänischen Grenze im Deutsch-dänischen Bibliotheksforum zusammengeschlossen (vgl. Leihverkehrs- und Ergänzungsbibliothek). Zu den Mitgliedern gehört auch die Deutsche Büchereizentrale und Zentralbücherei Apenrade. Sie ist für die deutsche Minderheit im dänischen Nordschleswig zuständig und somit das Pendant der Dänischen Zentralbibliothek für Südschleswig.